# أبراهام خازن
أبراهام خازن الابن (بالإنجليزية: Abraham Kazen Jr)‏، ويعرف كذلك باسم تشيك خازن (بالإنجليزية: Chick Kazen)‏ ـ (17 يناير 1919 ـ 29 نوفمبر 1987) هو سياسي أمريكي من أصول لبنانية مارونية (ينتمي إلى آل الخازن)، كان عضوًا بمجلس النواب الأمريكي عن المقاطعة الانتخابية الثالثة والعشرين بولاية تكساس، وذلك في الفترة ما بين انتخابه سنة 1966 وهزيمته في انتخابات الحزب الديمقراطي الأولية على يد ألبرت بستامانتي سنة 1984.